# Конгрес Естонії
Конгрес Естонії (ест. Eesti Kongress) — альтернативний парламент, що виник в Естонії наприкінці періоду перебудови та ставив собі на меті здобуття незалежності від СРСР через волевиявлення колишніх громадян довоєнної Естонської республіки та їхніх нащадків. Проголошував незаконність владних повноважень Верховної ради Естонської РСР. Конгрес заявляв, що є найвищою владою у питаннях державного статусу й громадянства Естонії, що бере початок в ініціативі й консенсусі громадян Естонії. Задекларованою метою Конгресу було відновлення естонської незалежності на базі принципу континуїтету з Естонською республікою, що існувала до 1940 року.

## Історія
24 лютого 1989 року Товариство захисту пам'яток давнини, Естонська партія національної незалежності й Естонський християнський союз оприлюднили заклик до початку підготовки до виборів до Конгресу Естонії, для чого організувати комітети громадян Естонської республіки (ест. Eesti Kodanike Komiteed) та реєструвати в них осіб, що визнавались громадянами Естонської республіки до 1940 року за народженням відповідно до принципу jus sanguinis, тобто тих, хто був громадянином Естонської республіки у червні 1940 року та їхніх нащадків. Осіб, які не задовольняли таким вимогам, але які бажали підтримати рух, реєстрували як тих, хто клопотав про естонське громадянство. До лютого 1990 року було зареєстровано близько 790 000 «попередніх» громадян та близько 60 000 тих, хто про таке громадянство клопотав. Вони отримали відповідні посвідчення, що відомі як «зелені картки».
24 лютого 1990 року відбулись вибори до Конгресу Естонії, право на участь у яких отримали також і ті, хто клопотав. У виборах взяли участь 557 613 зареєстрованих громадян і 34 345 тих, хто клопотав про громадянство. Було обрано 499 делегатів від 31 політичної партії. Більшість місць у Конгресі здобула Естонська партія національної незалежності, інші представлені у Конгресі партії включали Народний фронт Естонії, Товариство охорони пам'яток давнини й Комуністичну партію Естонії.
11-12 березня 1990 року перший з'їзд делегатів Конгресу Естонії у концертній залі «Естонія» постановив відновити Естонську республіку на підставі принципу правонаступництва. Міхкель Матізен зачитав Конгресу вітання прем'єр-міністра Естонської республіки в екзилі Гейнріха Марка. Було обрано виконавчий орган, який отримав назву Комітет Естонії (ест. Eesti Komitee), головою якого став Тунне Келам.
У вересні 1991 року для розроблення конституції республіки було сформовано конституційну асамблею з рівного числа представників від Верховної ради Естонської РСР і Конгресу Естонії. Нова конституція була ухвалена під час референдуму у червні 1992 року. Як Конгрес Естонії, так і Верховна рада саморозпустились у жовтні 1992 року, передавши свої повноваження першому парламенту нової республіки (Рійгікогу), обраному відповідно до нової конституції у вересні 1992.

## Політика
У березні 1990 року відбулись вибори на багатопартійній основі до Верховної ради ЕРСР. На відміну від попередніх складів Ради, головну роль у яких відігравали представники Компартії, у новому складі панівною силою став Народний фронт Естонії.
Головні ідеологічні відмінності між Конгресом і Верховною радою полягали у такому:
- Конгрес підтримував ідею континуїтету Естонської республіки, натомість Верховна рада дотримувалась ідеї «Третьої республіки» (після Першої республіки 1918–1940 років та Радянської республіки 1940–1991);
- Конгрес, як і комітети громадян Естонії раніше, підтримував принцип правонаступництва громадянства, на противагу принципу надання громадянства усім жителям Естонської РСР станом на 1990 рік (іноді називається «нульовим варіантом громадянства», ест. kodakondsuse nullvariant).

Зрештою точка зору Конгресу взяла гору за обома пунктами. Тим не менше, окрім громадян Естонії, право на громадянство відновленої республіки автоматично отримали всі її жителі, які зареєструвались у комітетах громадян Естонії.

## Видатні делегати Конгресу
- Тунне Келам
- Леннарт Мері
- Март Лаар
- Мар'ю Лаурістін
- Тиніс Лукас
- Сігне Ківі
- Лагле Парек
- Хандо Руннель
- Едгар Савісаар